# Mihail Vlagyimirovics Sztugyenyeckij
Mihail Vlagyimirovics Sztugyenyeckij, oroszul: Михаил Владимирович Студенецкий (Moszkva, 1934. március 6. – 2021. március 1.) olimpiai ezüstérmes szovjet-orosz kosárlabdázó.

## Pályafutása
A Gyinamo Moszkva kosárlabdázója volt, ahol két szovjet bajnoki bronzérmet szerzett.
A szovjet válogatott tagjaként ezüstérmet szerzett  az 1956-os melbourne-i olimpián. 1957-ben és 1959-ban Európa-bajnok lett a válogatott együttessel.

## Sikerei, díjai
- Olimpiai játékok
  - ezüstérmes: 1956, Melbourne
- Európa-bajnokság
  - aranyérmes (2): 1957, 1959
- Szovjet bajnokság
  - 3.: 1957, 1958